# Hymedesmia
Genre
Hymedesmia est un genre d'éponges de la famille des Hymedesmiidae.

## Liste des espèces
- Hymedesmia acerata Topsent, 1904
- Hymedesmia aceratus Topsent, 1904
- Hymedesmia aequata
- Hymedesmia agariciicola
- Hymedesmia anisostrongyloxea
- Hymedesmia antarctica
- Hymedesmia armigera
- Hymedesmia arndti
- Hymedesmia atlantica
- Hymedesmia aurantiaca
- Hymedesmia australiensis
- Hymedesmia australis
- Hymedesmia baculifera
- Hymedesmia basiclavata
- Hymedesmia basispinosa
- Hymedesmia bocki
- Hymedesmia bowerbanki
- Hymedesmia brachyrhabda
- Hymedesmia bractea
- Hymedesmia campechiana
- Hymedesmia canadensis
- Hymedesmia caribica
- Hymedesmia castanea
- Hymedesmia chlorosa
- Hymedesmia clavigera
- Hymedesmia consanguinea
- Hymedesmia cordichela
- Hymedesmia coriacea
- Hymedesmia crelloides
- Hymedesmia crux
- Hymedesmia curacaoensis
- Hymedesmia curvichela
- Hymedesmia decepta
- Hymedesmia dendyi
- Hymedesmia depressa
- Hymedesmia dermata
- Hymedesmia dichela
- Hymedesmia digitata
- Hymedesmia donsi
- Hymedesmia dubia
- Hymedesmia ebria
- Hymedesmia filans
- Hymedesmia filifera
- Hymedesmia flaccida
- Hymedesmia fristedti
- Hymedesmia gaussiana
- Hymedesmia gisleni
- Hymedesmia gracilisigma
- Hymedesmia grandis
- Hymedesmia gregalis
- Hymedesmia gunhildae
- Hymedesmia gustafsoni
- Hymedesmia hallmanni
- Hymedesmia helgae
- Hymedesmia hibernica
- Hymedesmia indivisa
- Hymedesmia inflata
- Hymedesmia irregularis
- Hymedesmia irritans
- Hymedesmia jamaicensis
- Hymedesmia jecusculum
- Hymedesmia jugalis
- Hymedesmia koehleri
- Hymedesmia lacera
- Hymedesmia laevis
- Hymedesmia lamina
- Hymedesmia lancifera
- Hymedesmia latrunculioides
- Hymedesmia lenta
- Hymedesmia leptochela
- Hymedesmia levis
- Hymedesmia lindstroemae Cárdenas & Thollesson, 2015
- Hymedesmia lissostyla
- Hymedesmia lobichela
- Hymedesmia longistylus
- Hymedesmia longurius
- Hymedesmia lundbecki
- Hymedesmia macrosigma
- Hymedesmia mamillaris
- Hymedesmia mannarensis
- Hymedesmia manubriata
- Hymedesmia mariondufresni
- Hymedesmia matthesi
- Hymedesmia mertoni
- Hymedesmia microchela
- Hymedesmia microstrongyla
- Hymedesmia minuta
- Hymedesmia mollis
- Hymedesmia mucronata
- Hymedesmia mucronella
- Hymedesmia murrayi
- Hymedesmia mutabilis
- Hymedesmia nigrescens
- Hymedesmia norvegica
- Hymedesmia nummota
- Hymedesmia nummulus
- Hymedesmia obtusata
- Hymedesmia occulta
- Hymedesmia oculifera
- Hymedesmia odhneri
- Hymedesmia omissa
- Hymedesmia orientalis
- Hymedesmia oxneri
- Hymedesmia pachychela
- Hymedesmia palmatichela
- Hymedesmia palmatichelifera
- Hymedesmia pansa
- Hymedesmia parva
- Hymedesmia parvispicula
- Hymedesmia paupertas
- Hymedesmia peachi
- Hymedesmia perforata
- Hymedesmia pilata
- Hymedesmia planca
- Hymedesmia planisigma
- Hymedesmia plicata
- Hymedesmia poicilacantha
- Hymedesmia primitiva
- Hymedesmia procumbens
- Hymedesmia procumbrens
- Hymedesmia prostrata
- Hymedesmia proteida
- Hymedesmia proxima
- Hymedesmia pugio
- Hymedesmia pulposus
- Hymedesmia pustula
- Hymedesmia rhaphigena
- Hymedesmia rissoi
- Hymedesmia rugosa
- Hymedesmia saccea
- Hymedesmia senegalensis
- Hymedesmia serrulata
- Hymedesmia similima
- Hymedesmia similis
- Hymedesmia simillima
- Hymedesmia sirventi
- Hymedesmia spiniarcuata
- Hymedesmia spinosa
- Hymedesmia splenium
- Hymedesmia stephensi
- Hymedesmia storea
- Hymedesmia stylata
- Hymedesmia stylifer
- Hymedesmia stylifera
- Hymedesmia stylophora
- Hymedesmia tenuicula
- Hymedesmia tenuisigma
- Hymedesmia tenuissima
- Hymedesmia thieei
- Hymedesmia thielei
- Hymedesmia tornotata
- Hymedesmia trichoma
- Hymedesmia truncata
- Hymedesmia uchinourensis
- Hymedesmia umbellifera
- Hymedesmia unguifera
- Hymedesmia velata
- Hymedesmia veneta
- Hymedesmia verrucosa
- Hymedesmia versicolor
- Hymedesmia vidua
- Hymedesmia vomerula
- Hymedesmia zetlandica